# بندی دهوندان
بندی دهوندان (به انگلیسی: Bandi Dhundan) یک منطقهٔ مسکونی در پاکستان است که در خیبر پختونخوا واقع شده‌است. بندی دهوندان ۱٬۴۶۹ متر بالاتر از سطح دریا واقع شده‌است.